# Joseph Lambert (homme d'État)
Pour les articles homonymes, voir Joseph Lambert et Lambert.
Joseph Lambert, né le 5 février 1961 à Jacmel, est un homme politique haïtien. Il est président du Sénat de la République du 12 janvier 2021 au 9 janvier 2023.

## Biographie
Le 20 novembre 2016, il est élu sénateur pour le département du Sud-Est et prend ses fonctions en prêtant serment le 9 janvier 2017 pour un mandat de six ans. 
Il est élu président du Sénat le 12 janvier 2021. Le 9 juillet 2021, il est désigné par une résolution du Sénat, qui ne comporte plus que dix membres, pour succéder à titre provisoire au président Jovenel Moïse, assassiné deux jours plus tôt. Sa désignation est cependant contestée par le Premier ministre par intérim Claude Joseph. Cette décision est soutenue par de nombreux partis parlementaires, dont le PTHK du défunt président. Ariel Henry est par ailleurs confirmé comme Premier ministre. 
Son investiture, prévue pour le 10 juillet, est finalement reportée à la demande des États-Unis ne sera jamais réalisée.
En novembre 2022, les États-Unis annoncent la mise en place de sanctions visant directement Joseph Lambert accusé d'avoir « contribué activement » au trafic de drogue transitant par Haïti.
Le 9 janvier 2023, son mandat, ainsi que celui des neuf autres derniers sénateurs en fonction, prend fin.